# ミロター
ミロター（Mirotar ）はドイツ連邦共和国のカール・ツァイスが反射望遠レンズに使用したレンズブランドである。500mmF4.5と1000mmF5.6はともに5群5枚でこの系統の製品では最高の明るさを持ち、優れた画質でも定評があった。

## ハッセルブラッドVシリーズ用
2000、200シリーズ専用。